# Salomon August Andrée
Salomon August Andrée, under sin livstid oftast bara kallad S. A. Andrée, född 18 oktober 1854 i Gränna, död i oktober 1897 på Vitön (nordost om Spetsbergen), var en svensk patentingenjör, fysiker och polarforskare, känd för Andrées polarexpedition, ett misslyckat försök att 1897 nå Nordpolen med vätgasballong.
Andrée var son till apotekare Claes Georg Andrée och Jacobina (Mina) Gustafva, född Heurlin (dotter till prosten Elias Heurlin), avliden 29 april 1897. Han var elev vid Jönköpings högre allmänna läroverk 1863–1870, och ordinarie elev vid Teknologiska institutet 1871–1874. Andrée arbetade som ritare vid Göranssons mekaniska verkstad i Stockholm 1874–1876, företog studieresa till England och Amerika 1876, var verkmästare vid Norrahammars bruk och Spånhults mekaniska verkstad 1877–1878, var delägare i firman Andrée & Möller och verksam vid Stillefors bruk 1878–1879. Han var assistent i fysik vid Kungliga tekniska högskolan 1880–1882, överingenjör vid Patentbyrån 1884–1897 samt överlärare i experimentalfysik vid Tekniska skolan i Stockholm 1886–1889. Andrée satt i Stockholms stadsfullmäktige 1891–1894 och var ledamot av Svenska Teknologföreningen 1872–1897. Han var även för frihandel och jämlikhet mellan könen.

## Andrées polarexpedition

### Ballongfärder och försöket från Spetsbergen
Andrée blev känd i Sverige genom, att göra den första luftballongturen från Sverige till Finland. I övrigt hade han mycket begränsad erfarenhet – endast 40 timmar – av ballongflygning, innan han publicerade sina planer för en ballongfärd till Nordpolen. Från Göteborg ballongflög Andrée vid flera tillfällen, exempelvis den 26 februari 1894 vid middagstid, då han startade från Nya gasverket vid Gullbergsvass och landade tre kilometer från järnvägsstationen i Vara och den 4 augusti från samma utgångspunkt till Trollhättan, på två timmar. Hans idéer väckte entusiasm bland allmänheten och han fick ekonomiskt stöd i första hand av Alfred Nobel, Oscar II och Oscar Dickson.
Ett första försök att genomföra en expedition till Nordpolen gjordes i juni 1896 med ballongen Örnen tillsammans med Nils Ekholm och fotografen Nils Strindberg. Expeditionsmedlemmarna for med ångaren "Virgo" ut från Göteborgs hamn från Nya kajen med destination Spetsbergen och nordvästra kusten av Danskön och embarkerade sig vid Pikes hus i "Virgos" hamn 22 juni 1896 där avlastningen skedde. Där de befann sig, 79 grader 43 minuter nordlig bredd, påbörjade man att uppföra ballonghuset med hjälp av "Virgos" besättning" i mycket dåligt väder. Ballongen stod klar och fylld för avfärd i tre veckor, mellan den 27 juli och den 17 augusti, men få vindar blåste från söder, men de var för svaga för att kunna utnyttjas för någon längre färd norrut. Så den 17 augusti beslöt man, att packa ihop ballongen och den tekniska utrustningen och fara tillbaka till Göteborg, då en för stor risk förelåg, att försöka någon färd norrut. Efter den 82 breddgraden norrut var också landet outforskat. Ballonghuset, väl säkrat för vindarna och en halv tank vätgas, lämnades kvar för att kunna användas vid framtida expeditioner. Lördagen den 29 augusti 1896 kunde "Virgo", förd av kapten Zachau, förtöjas vid Nya kajen i Göteborgs hamn.
Ekholm hoppade av projektet i oktober 1896, då han ansåg, att det var för riskabelt. Bland annat var meteorologin i Norra Ishavet – speciellt vindarna – alltför litet utforskad. Han ersattes som besättningsman inför nästa försök av ingenjören Knut Frænkel. Som suppleant antogs även Gustaf Wilhelm Emanuel Svedenborg ifall någon av deltagare skulle få förhinder.

### Örnen-expeditionen
Den 11 juli 1897 var sydliga vindarna de rätta och Andrée och medresenärerna Fraenkel och Strindberg lyfte med vätgasballongen Örnen mot Nordpolen. Redan strax efter starten började bekymren, då delar av de av Andrée uppfunna släplinorna (som skulle användas för att styra och begränsa luftballongens fart och tynga ner ballongen något för planerad höjd) lossnade vid en skarv längre ner. Men dessa kunde Andrée reparera då han hade reservlinor med sig. Även var de 5 släplinorna något felplacerade så ballongen vände sig ett halvt varv efter starten. Efter drygt två dygns färd avslutades luftfärden (ventilerna öppnades) då den fuktiga luften skapade is som tyngde ner ballongen. De började sedan sin vandring på isen österut mot depån på Frans Josefs land. Isen drev dem dock västerut och kursen lades då om mot Svalbard och depån på Sjuöya i norra Svalbard. I tre månaders tid kämpade de tre på isen som drevs mer söderut innan de slog läger på Vitön där isflaket tillstötte. Där dog de av ej fastställd orsak, först Strindberg, sedan Andrée och Fraenkel.

### Eftermäle

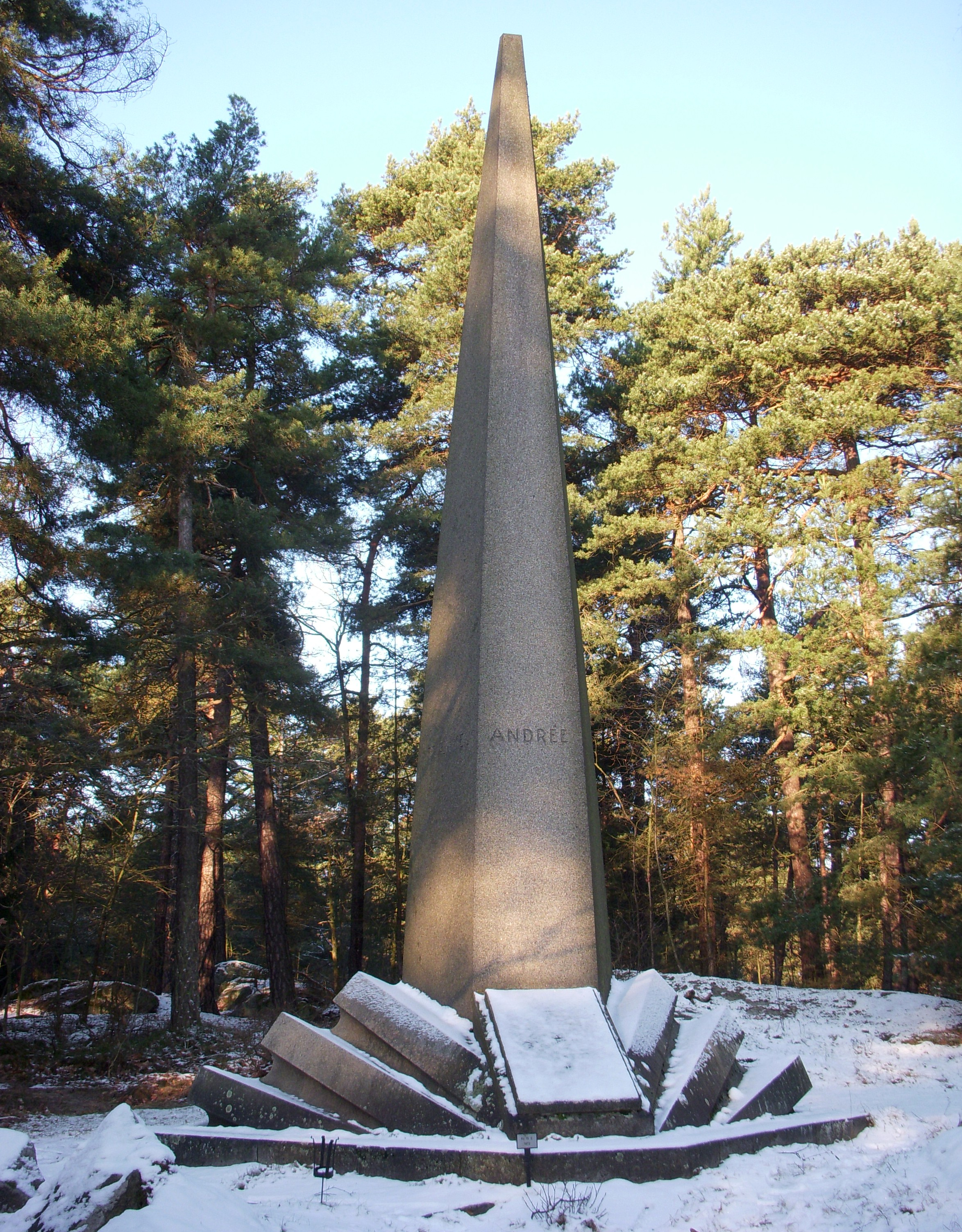
Andrées grav på Norra begravningsplatsen i Stockholm.

Med undantag för en brevduva och några upphittade flytbojar hördes expeditionen inte av på 33 år. Kvarlevorna efter expeditionsmedlemmarna, samt deras verktyg och dagböcker hittades 1930 på Vitön. Det var en mediehändelse av gigantiska mått. Dagböckerna hade bevarats så att man kunde läsa deras egen berättelse om färden. Man lyckades också framkalla filmen i Strindbergs kamera.
Vid tiden för avfärden och senare vid tiden för fynden på Vitön framställdes Andrée som en hjälte, något av en svensk motsvarighet till Amundsen, Nansen eller Scott. Många gick till och med så långt att de förnekade att flygningen hade varit ett misslyckande. Tongivande för heroiseringen var Andrées älskarinna, författaren Gurli Linder.
Senare har den positiva synen på Andrée omvärderats bland annat av Per Olof Sundman. Andrée beskrivs av Sundman som en cynisk och feg person, som inte själv trodde att företaget skulle lyckas, men som genomförde det för att medietrycket blivit alltför stort. I och med det offrade han förutom sitt eget även två andra unga mäns liv.
Jan Troell regisserade 1982 filmen Ingenjör Andrées luftfärd (baserad på Sundmans bok) om expeditionen, med Max von Sydow i huvudrollen som Andrée, och Göran Stangertz som Strindberg.
I Andrées hemstad Gränna finns Grenna museum, där fynden från Vitön och andra Andréeminnen visas. På andra sidan av Brahegatan, mitt emot museet, ligger hans barndomshem.
Salomon August Andrée dog ogift, och begravdes den 5 oktober 1930 på Norra begravningsplatsen i Stockholm i samma grav som Nils Strindberg och Knut Fraenkel.